# Ryota Yamagata
Ryota Yamagata (Japans: 山縣 亮太, Yamagata Ryōta) (Hiroshima, 10 juni 1992) is een Japans sprinter. Hij nam tweemaal deel aan de Olympische Zomerspelen en behaalde hierbij één zilveren medaille.

## Biografie
In 2012 nam Yamagota deel aan de Olympische zomerspelen in Londen. Individueel werd hij uitgeschakeld in de halve finale van de 100 meter. Samen met Masashi Eriguchi, Shinji Takahira en Shota Iizuka eindigde Yamagata op de 5e plaats in de finale van de 4x100 meter.
In 2016 nam hij opnieuw deel aan de Olympische Spelen in Rio de Janeiro. Hij kwam uit op zowel de 100 m als de 4 x 100 m estafette. Individueel eindigde Yamagata op de vijfde plaats in zijn halve finale waarmee hij zich niet kon kwalificeren voor de finale. Bij het estafettelopen verging het Yamagata wel beter. Het Japanse team kwalificeerde zich in een tijd van 37,68 voor de finale. In de finale behaalde het Japanse team, bestaande uit Shota Iizuka, Yoshihide Kiryu, Asuka Cambridge en Yamagata in een tijd van 37,60 de zilveren medaille.

## Persoonlijke records
Outdoor
| Onderdeel | Prestatie | Datum            | Plaats         |
| --------- | --------- | ---------------- | -------------- |
| 100 m     | 10,05     | 14 augustus 2016 | Rio de Janeiro |
| 200 m     | 20,41     | 26 mei 2013      | Yokohama       |

Indoor
| Onderdeel | Prestatie | Datum           | Plaats |
| --------- | --------- | --------------- | ------ |
| 60 m      | 6,71      | 5 februari 2011 | Osaka  |

## Palmares

### 100 m
- 2009: 4e WK junioren - 10,80 s
- 2012: 5e in ½ fin. OS - 10,10 s
- 2015: 4e in reeksen WK - 10,21 s
- 2016: 5e in ½ fin. OS - 10,05 s

### 4 x 100 m
- 2012: 5e OS - 38,35 s
- 2016:  OS - 37,60 s

- World Athletics: 14369915
- Virtual International Authority File: 2810150567609406370006